# 麥克拉夫 (科羅拉多州)
麥克拉夫（英語：McClave）是位於美國科羅拉多州本特縣的一個非建制地區。該地的面積和人口皆未知。

## 地理
麥克拉夫的座標為38°09′40″N 102°53′56″W / 38.16111°N 102.89889°W，而該地的平均海拔高度為1179米（即3868英尺）。